# Euepedanus pentaspinulatus
Euepedanus pentaspinulatus is een hooiwagen uit de familie Epedanidae.